# Novodnistrovsk
Novodnistrovsk (ukrainsk: Новодністровськ, ukrainsk udtale: [ˌnɔwod⁽ʲ⁾n⁽ʲ⁾isˈtrɔu̯sʲk]) er en by og hromada (bykommune) ) i Dnistrovskyj rajon, Tjernivtsi oblast (provins) i Ukraine. Novodnistrovsk ligger i den historiske region Bessarabien.
Byen havde i 2021 en befolkning på omkring 10.590 mennesker.